# Теорема Пікара
У комплексному аналізі теоремами Пікара називаються дві теореми (мала і велика) про властивості цілих функцій і функцій голоморфних в околі істотної особливої точки.

## Твердження

### Мала теорема Пікара
Областю значень цілої функції, що не є рівною константі, є вся комплексна площина, за винятком, можливо, лише однієї точки.

### Велика теорема Пікара
Якщо {\displaystyle f(z)} — однозначна голоморфна функція в околі точки {\displaystyle z=a}, яка є для неї суттєво особливою точкою, то в кожному околі точки {\displaystyle z=a} функція {\displaystyle f(z)} приймає довільне скінченне значення, за винятком, можливо, одного.

## Доведення
Теореми Пікара мають кілька різних доведень. Нижче наведені доведення за допомогою так званої геометричної теорії голоморфних функцій, зокрема за допомогою теорем Ландау, Блоха і Шотткі.

### Мала теорема Пікара
Малу теорему Пікара можна довести за допомогою теореми Ландау. Припустимо, що ціла функція {\displaystyle f(z)} не має двох різних скінченних значень {\displaystyle a} і {\displaystyle b} і не є константою.
Розглянемо функцію {\displaystyle F(z)={\frac {f(z)-a}{b-a}}}. Вона є голоморфною у всій площині, не рівною {\displaystyle 0} і {\displaystyle 1} і не є константою. Отже існує точка, яку можна вважати початком координат, в якій похідна {\displaystyle F'(0)=\beta } не є рівною нулю. Нехай розклад функції в степеневий ряд в околі нуля буде {\displaystyle F(z)=\alpha +\beta z+a_{2}z^{2}+...}.
Оскільки функція {\displaystyle F(z)} є голоморфною і не рівною {\displaystyle 0} і {\displaystyle 1} всередині кола довільного радіуса {\displaystyle R}: {\displaystyle |z|<R}, то по теоремі Ландау маємо {\displaystyle R<\Omega (\alpha ,\beta )}.
Суперечність цієї нерівності очевидна, оскільки в лівій її частині є довільне число {\displaystyle R}, а в правій — деяка константа {\displaystyle \Omega (\alpha ,\beta )}.

### Велика теорема Пікара
Нехай {\displaystyle f(z)} не є рівною двом скінченним значенням, за які можна взяти 0 і 1, як і у доведенні малої теореми. За допомогою дробово-лінійного перетворення незалежної змінної можна досягти того, що істотно особлива точка буде нескінченною, а функція {\displaystyle f(z)} буде голоморфною і не рівною нулю і одиниці при {\displaystyle |z|\geqslant l/2.}
На основі теореми Сохоцького — Вейєрштраса, можливо задати нескінченну послідовність точок {\displaystyle \lambda _{n},} що збігається до нескінченної точки {\displaystyle \lim _{n\to \infty }\lambda _{n}=\infty ,} і також для всіх n виконується нерівність {\displaystyle 1/2<|f(\lambda _{n})|<1.}
Для великих значень n функції {\displaystyle f_{n}(z)=f(\lambda _{n}z)} є голоморфними в області {\displaystyle |z|\geqslant l/2}
і {\displaystyle 1/2<|f_{n}(1)|<1.}
Застосовуючи теорему Шотткі до кола з центром в точці {\displaystyle z=1} радіуса 1/2, одержуємо, що ці функції в колі з центром {\displaystyle z=1} радіуса 1/4 по модулю є між двома константами. Стартуючи від кола з центром {\displaystyle z=1} радіуса 1/4, можливо побудувати послідовність із скінченної кількості кіл радіуса 1/4 з центрами на колі {\displaystyle |z|=1} так, щоб центр кожного наступного круга лежав всередині попереднього круга, і так, щоб вони разом покривали коло {\displaystyle |z|=1.}
Послідовне багаторазове застосування узагальненої теореми Шотткі до кіл радіуса 1/2, із центрами в елементах послідовності, показує, що в області утвореній колами радіуса 1/4, всі функції {\displaystyle f_{n}(z)} за модулем є між двома постійними числами. Зокрема ці функції на колі {\displaystyle |z|=1} є обмеженими по модулю. Це твердження є 
рівнозначним тому, що функція {\displaystyle f(z)} на всіх колах {\displaystyle |z|=|\lambda _{n}|} за модулем є меншою деякої константи. Оскільки функція, що є голоморфною в кільці, включно із його границею, досягає максимуму свого модуля на границі, то {\displaystyle |f(z)|} в області {\displaystyle |z|\geqslant l/2} є меншим, ніж ця константа. Одержується протиріччя з теоремою Сохоцького — Вейєрштраса, що і доводить справедливість великої теореми Пікара.